# Begoña Vila

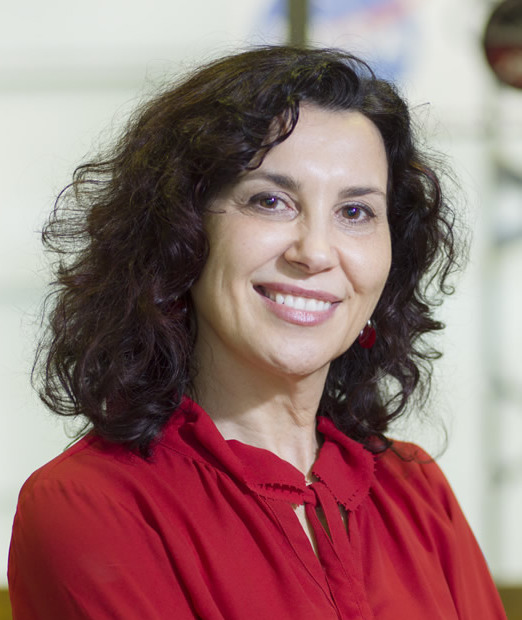
María Begoña Vila Costas, 2018

María Begoña Vila Costas (* 1963 in Vigo, Spanien) ist eine spanische Astrophysikerin, die sich auf die Erforschung von Spiralgalaxien spezialisiert hat. Sie wohnt derzeit in Washington, D.C. und arbeitet als Systemingenieurin am Goddard Space Flight Center der NASA. Sie ist die leitende Ingenieurin für den Fine Guidance Sensor and Near Infrared Imager and Slitless Spectrograph (FGS-NIRISS) am James-Webb-Weltraumteleskop, dem Nachfolger von Hubble, und verantwortlich für den abschließenden Kalttest der Instrumentengruppe vor ihrer Integration in das Teleskop.

## Karriere
Begoña Vila studierte von 1981 bis 1986 Astrophysik an der Universität Santiago de Compostela und am Institut für Astrophysik der Kanaren. Sie promovierte 1989 in Astrophysik am Jodrell Bank Centre for Astrophysics an der University of Manchester.
Ab 2006 arbeitete sie bei einem kanadischen Unternehmen unter der Leitung der Canadian Space Agency an der Entwicklung und dem Bau des Fine Guidance Sensor and Near Infrared Imager and Slitless Spectrograph (FGS-NIRISS), der vom James-Webb-Space-Telescope getragen wird. Als es 2012 ausgeliefert und der erste Kältetest durchgeführt wurde, beschloss die NASA, sie als Systemingenieurin für das Instrument einzustellen.

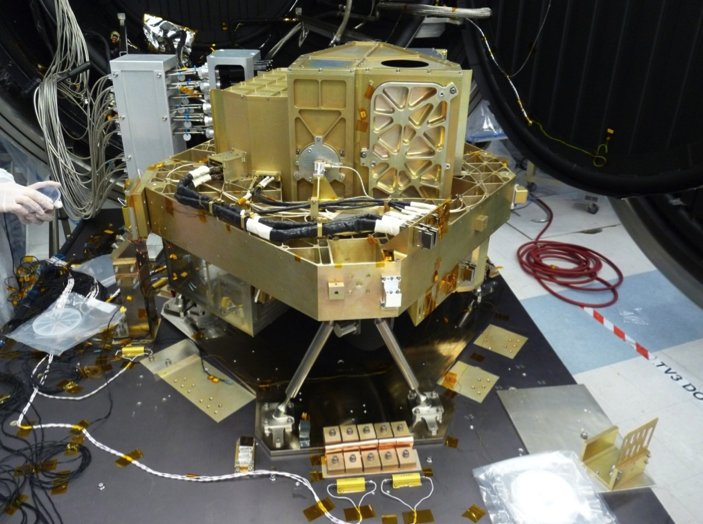
Vila ist die leitende Ingenieurin für den Fine Guidance Sensor and Near Infrared Imager and Slitless Spectrograph (Bild aus 2016)

Seit 2013 ist sie leitende Systemingenieurin des FGS (FGS lead systems engineer), zuständig für die Tests des Sensors, seinen Betrieb in der Umlaufbahn und seinen Softwarekomponenten. Außerdem koordiniert sie die Tieftemperaturtests aller wissenschaftlichen Instrumente, die im Integrated Science Instrument Module (ISIM) zusammengefasst sind.

## Preise und Auszeichnungen
- 2016: Exceptional Public Achievement Medal der NASA[4][5]

- 2017: Premio María Josefa Wonenburger Planells für ihre wissenschaftliche Arbeit.[6]
- 2021: Internationaler Preis des spanischen Verbands Federación Española de Mujeres Directivas, Ejecutivas, Profesionales y Empresarias (FEDEPE)[7]
- 2022: Aufnahme in die Forbes-Liste der 100 einflussreichsten Frauen Spaniens[8]